# NPO Mashinostroyeniya
NPO Mashinostroyeniya (tiếng Nga: НПО машиностроения) là một viện thiết kế tên lửa có trụ sở tại Reutov, Russia. Trong suốt chiến tranh lạnh đây là viện đã thiết kế nhiều hệ thống vũ trong đó có tên lửa liên lục địa UR-100N và chương trình trạm không gian dùng cho mục đích quân sự Almaz.
Ấn Độ đã trở thành khách hàng lớn thứ hai của viện Mashinostroyeniya nhờ các hợp đồng lớn mua tên lửa P-70 Ametist, BrahMos, BrahMos-II và P-800 Oniks.

## Lịch sử
NPO Mashinostroyeniya thành lập từ năm 1944 để phát triển các tên lửa quân sự. Dưới sự lãnh đạo của chuyên gia thiết kế tên lửa hành trình Vladimir Chelomey, viện thiết kế là nhà phát triển hàng đầu của các vệ tinh không gian, tên lửa hành trình và tên lửa đạn đạo xuyên lục địa của Liên Xô. Ban đầu viện là một bộ phận của phòng thiết kế OKB-51, viện sau đó chuyển đến Reutov, và từ năm 1955 đến năm 1966 viện trở thành OKB-52. OKB-52 sau này được gọi là TsKBM.
OKB-52 là viện thiết kế cạnh tranh với OKB-1 (viện thiết kế của Sergei Korolev, về sau đổi tên là TsKBEM, nay là Tập đoàn tên lửa vũ trụ Energia) trong suốt chương trình đưa người lên mặt trăng và chương trình trạm vũ trụ của Liên Xô.
Vào thời kỳ đỉnh cao giữa thập niên 80, NPO Mashinostroyeniya có đội ngũ gồm 10.000 nhân viên. Đến giữa những năm 80, nguồn hỗ trợ cho viện nghiên cứu đã bị cắt giảm. Trong giai đoạn này, chính phủ Liên Xô đã chỉ đạo NPO phát triển thiết bị chế biến dầu thực vật, thiết bị nung công nghiệp và bảo quản thực phẩm. Năm 1993, các hợp đồng quốc phòng dành cho Mashinostroyeniya đã bị cắt giảm còn 1/5 so với trước đó.

## Tàu vũ trụ

### Phương tiện bay vũ trụ
- 17K-AM

### Tàu có người lái
- Tàu vũ trụ VA

### Tên lửa đẩy
- Strela
- UR-100
- UR-200

## Missiles

### Anti-ship missiles
- P-70 Ametist (NATO: SS-N-7 Starbright)
- P-120 Malakhit (NATO: SS-N-9 Siren)
- P-500 Bazalt (NATO: SS-N-12 Sandbox)
- P-700 Granit (NATO: SS-N-19 Shipwreck)
- P-800 Oniks (NATO: SS-N-26)
- 3M22 Zircon

## Các biện pháp trừng phạt của Mỹ
16/7/2014, chính quyền Obama áp đặt lệnh trừng phạt NPO Mashinostroyeniya cùng các đơn vị khác để trả đũa việc Nga tạo ra khủng hoảng Ukraina, cùng với sự kiện Nga lấy lại bán đảo Crimea, và can thiệp vào Ukraina.